# Visnagar
Visnagar é uma cidade e um município no distrito de Mahesana, no estado indiano de Gujarat.

## Geografia
Visnagar está localizada a 23° 42′ N, 72° 33′ L. Tem uma altitude média de 117 metros (383 pés).

## Demografia
Segundo o censo de 2001, Visnagar tinha uma população de 65 826 habitantes. Os indivíduos do sexo masculino constituem 53% da população e os do sexo feminino 47%. Visnagar tem uma taxa de literacia de 77%, superior à média nacional de 59,5%: a literacia no sexo masculino é de 82% e no sexo feminino é de 71%. Em Visnagar, 10% da população está abaixo dos 6 anos de idade.